# ハリー・ポッターシリーズの魔法一覧

## 概要
『ハリー・ポッター』シリーズでは、杖や魔法薬を用いることで魔法を行使できる。熟練者であれば、杖を持たない状態でも、あるいは呪文を唱えなくとも効力が現れる（無言呪文）。ただし、熟練者でも杖を持つことで、あるいは呪文を唱えることで効力を上げる効果があるようである。逆に呪文を唱えなければ効力は（使い手によっては比較的）減衰するが、一部の呪文に関しては省略形でも同じ効果が得られる。また、呪いなどにおいて同時に使うと効果が混ざって発動するものがある。呪文を言い間違えると、まったく効果が出ないか、目的と違う効果（たとえば、対象が燃え上がる、爆発する、別の物に変わるなど）が現れる。一部の呪文には、効果が対になる呪文（開くものと閉めるものなど）が設定されており、これを作中では「反対呪文」と呼ぶ。
呪文のほとんどがラテン語に由来した造語で、複数の言語を組み合わせた造語もある。ラテン語はインド・ヨーロッパ語族に多大な影響を与える言語であるため、インド・ヨーロッパ語族の読者であれば呪文名から意味を想起することができる。よって、正しい言語の知識を持っていれば、新しい呪文を生み出すこともできる。作中ではセブルス・スネイプが新しい呪文を幾つか生み出している。
原書において、各呪文に対する魔法名は、
- Spell - 対象者/物を変容させる魔法、および呪文全般
- Charm - 対象者/物に働きかける魔法
- Jinx - ユーモアのある呪い
- Hex - 軽度の呪い
- Curse - 強度の呪い、および闇の魔術

と分類されており、2006年にローリングの公式サイトで定義が解説された。
日本語訳には「術」「呪文」「魔法」「呪い」「呪詛」などが用いられているが、とくに規則性・統一性はない。また日本語版の小説には「アクシオ 来い！」「ステューピファイ 麻痺せよ！」のように、日本語読者に分かりやすいよう呪文の意味が併記されている。連呼する場合は「アクシオ！出てこい！アクシオ！」や「ステューピファイ！ 麻痺せよ！」「麻痺せよ！」のように片方だけになる。

## 呪文一覧

### あ行
アクシオ（accio / 来い)
「呼び寄せ呪文」。離れた場所にある物体を、術者の側に呼び寄せる。ホグワーツでは4年生の「呪文学」で習う。
良くも悪くも効力は非常に強く、呪文学教授のフィリウス・フリットウィックはテスト用紙を集める際に使用するが、用紙全部が勢い良く飛んできたため、小さなフリットウィックは吹き飛ばされた。
アセンディオ（Ascendio /上昇せよ・昇がれ）
「上昇呪文」。物体を持ち上げる呪文。第4巻『炎のゴブレット』でハリー・ポッターが水の中から出るために使用。反対呪文は「ディセンディウム（降下）」。
アナプニオ（Anapneo / 気の道開け）
気管に食べ物などの障害物が詰まった際、その障害物を取り除くことができる。第6巻『謎のプリンス』でマーカス・ベルビィが雉肉を喉につまらせた際にホラス・スラグホーンが使用。
アパレシウム（Aparecium / 現れよ）
透明インクで書かれた文字を強制的に出現させる。第2巻『秘密の部屋』でハーマイオニー・グレンジャーがリドルの日記に対して使用。
アロホモラ（Alohomora / 開け）
扉にかかっている鍵を開けることができる。反対呪文は「コロポータス（閉まれ）」。この魔法を無効にする魔法も存在する。
イモビラス（immobilus /縛れ・動くな）
「縛り術」。対象の動きを止め、その場で動けなくする。防犯ブザーの機能を停止する効果もある。
インカーセラス（Incarcerous / 縛れ）
対象にロープを巻きつけ、縛り上げる。対象の首にロープを巻きつけ、窒息に至らしめることも可能。ドローレス・アンブリッジがケンタウルスに対して使用し、怒りをかう。
インセンディオ（Incendio / 燃えよ）
対象を炎上させる。煙突飛行粉にもこの呪文が使われている。反対呪文は「アグアメンティ（水よ・水増し）」。
インパービアス（Impervius / 防水・防火せよ）
水をはじくことができる。第3巻『アズカバンの囚人』で、ハーマイオニー・グレンジャーがハリー・ポッターの眼鏡に使用。
インペディメンタ（Impedimenta / 妨害せよ）
対象を妨害し、その人物の動作を遅延・一時停止させる。相手を吹き飛ばすことも可能。
ウィンガーディアム・レヴィオーサ（Wingardium Leviosa / 浮遊せよ）
「浮遊術」。ホグワーツでは1年生の「呪文学」で習う。呪文の発音がやや難しく、ロン・ウィーズリーは初めての妖精の魔法の授業ではよく「ウィンガディアム・レヴィオサー」と発音を間違えて失敗するが、その後トロールと戦った際には成功し、この呪文でトロールを気絶させる。
映画『賢者の石』ではロンの言い間違いが「ウィンガーディアム・レヴィオサー」となっている。また、シェーマス・フィネガンは「ウィンガード・レヴィオーサ」と言い間違え、対象物が爆発する。
また、原作では、「ウィンガーディアム・レビオーサ」と発音し、「ウィンガーディアム・レヴィオーサ」は間違いとなっている。
エイビス（Avis / 鳥よ）
杖から鳥を出す。第4巻『炎のゴブレット』でオリバンダー老人が使用。
アプリ『Harry Potter』では読みが「アビス」になっている。
エクスパルソ（Expulso / 爆破）
対象を爆破する。第7巻『死の秘宝』でアントニン・ドロホフが使用。
エクスペクト・パトローナム（Expect patronum / 守護霊よ来たれ）
「守護霊の呪文」。銀白色で半透明の守護霊を創り出す。形状はさまざまな動物（魔法生物を含む）を模しており、どの動物の形状かは術者によって異なる。守護霊を出現させることで吸魂鬼（ディメンター）を追い払うことができるほか、熟練者になると守護霊に伝言を託すことも可能となる。
守護霊を創り出すためには幸福なことを思い浮かべる必要がある。そのため術者の精神状態や人間関係に影響されやすく、守護霊の形状が変化することもある。第3巻で、ルーピンがハリーに教える。
ハーマイオニーが唯一苦手な呪文。
エクスペリアームス（Expelliarmus / 武器よ去れ）
「武装解除呪文」。紅の閃光を放ち、対象の持っているものを強制的に吹き飛ばす。術の当て場所や練度しだいで、武器を持つ人間も同時に吹き飛ばしたり、吹き飛ばした武器を自分の手元に誘導したりすることもできる。ハリーが得意とする呪文のひとつ。
第2巻の日本語版ではスネイプが「エクスペリアームズ」と唱える。
第5巻でダンブルドア軍団に入ったチョウ・チャンはハリーにこの呪文を教わるが「エクスペリアーミウス」「エクスペリメリウス」と言い間違える。前者は何も起こらず、後者は対象物が燃える。
また、ニワトコの杖の所有者に対しこの呪文を命中させると、元の所有者を打ち負かしたと判定されるためか杖の忠誠心が移る。
映画版では作品によって術の表現が変わっている。
エネルベート（Enervate / 活きよ）
失神した者の意識を回復させることができる。反対呪文は「ステューピファイ（麻痺せよ）」。文庫版『炎のゴブレット』では下記の「リナベイト」に変更されている。
エバネスコ（evanesce / 消えよ）
その場にあるものを消失させる。ミネルバ・マクゴナガルが語るところによると、消失したものは「非存在に。つまりすべてに」いく。上下水道設置前のホグワーツではトイレの代わりにこの呪文が使われていた。生物にこれを行使する際は対象の生物が複雑になるにつれ行使が困難となる。最大の難関は子猫の消失で、ハーマイオニーは5年生でこれをなんとか成功させる。
エピスキー（Episkey / 癒えよ）
対象の負傷部位に杖を向けて呪文を唱え、対象に応急処置を施す。骨折などの場合には痛みをともなうこともある。
ルーナ・ラブグッドがハリーに使用し、ハリーの鼻の骨折を治すが、勢いよく骨折が治ったためハリーは痛そうに鼻を抑える。
エマンシパレ（Emancipare / 解け）
舞台『ハリー・ポッターと呪いの子』でドラコ・マルフォイが自身に使用。拘束から解放される。
エレクト（Erecto / 立て）
対象を立たせる。第7巻でハーマイオニーがテントを設営するために使用。
エンゴージオ（Engorgio / 肥大せよ）
対象を肥大させることができる。反対呪文は「レデュシオ（縮め）」。第4巻でアラスター・ムーディが蜘蛛を大きくするのに使用。
オーキデウス（Orchideous / 花よ）
杖に花を咲かせる。第4巻でオリバンダー老人が使用。
オパグノ（Oppugno / 襲え）
第6巻でハーマイオニーが使用。ロンに対して鳥による攻撃をしかける。
オブスキューロ（Obscuro / 目隠し）
対象の目を隠す。第7巻でハーマイオニーがナイジェラスの絵に唱える。また、『呪いの子』で、ハリー・ポッターがドラコ・マルフォイに使用するものの、つけられた目隠しを一瞬で外す。
オブリビエイト（Obliviate / 忘れよ）
「忘却術」「記憶修正術」。対象の記憶を修正・消去する。術者の力量次第では、対象の持つすべての記憶を消去することも可能。忘却術は強力な魔法使いなら破ることができる。
ギルデロイ・ロックハートがもっとも得意とする呪文で、これを使ってなんらかの功績を残した人物から話を聞き出し、その部分の記憶を消去することで、他人の功績を自分のものにしてきた。ロンに使用した際は、折れていた杖を使ったため術が逆噴射し、自身の記憶をすべて失う。
魔法省の魔法事故惨事部には、魔法を見たマグル（非魔法族）の記憶を修正することを仕事とする「忘却術士」が勤務している。

### か行
カーベ イニミカム（Cave inimicum / 敵を警戒せよ）
第7巻で、ハリー、ロン、ハーマイオニーがキャンプを張るときに使用する防衛呪文のひとつ。
グリセオ（Glisseo / 滑れ）
階段等を滑るように変える呪文。第7巻でハーマイオニーが使用し、足下の階段が滑り台に変化する。
クワイエタス（Quietus / 静まれ）
「ソノーラス（響け）」によって響かせた自分の声をもとに戻す。第4巻でルード・バグマンが使用。
コロポータス（Colloportus / 閉まれ）
扉を完全に閉鎖する。この呪文で扉を閉めると、「グチャ」と音がする。
「アロホモーラ（開け）」の反対呪文。
コンファンド（Confundo / 錯乱せよ）
対象を錯乱させる「錯乱呪文」。物に対して掛けることも可能であり、第4巻では、三大魔法学校対抗試合の選手を選ぶゴブレットが錯乱させられる。
映画版（『ファンタスティック・ビースト』シリーズも含む）では、呪文名が「コンファンダス」となっている。
コンフリンゴ（Confringo / 爆発せよ）
「爆発の呪い」。対象物を爆発させる。第7巻でハリーやハーマイオニーが使用。
グレイシアス（凍れ）
「氷の呪い」。対象物を凍らせる。

### さ行
サーペンソーティア（Serpensortia / ヘビよ出よ）
蛇を出現させる。第2巻の決闘クラブでドラコ・マルフォイが使用。
サルビオ・ヘクシア（Salvio hexia / 呪いを避けよ）
第7巻で、ハリー、ロン、ハーマイオニーがキャンプを張るときに使用する防衛呪文のひとつ。
ジェミニオ（Geminio / そっくり）
対象のダミーを作る。第7巻では、グリンゴッツ魔法銀行にあるレストレンジ家の金庫に「双子の呪文」が施されている。
シレンシオ（Silencio / 黙れ）
対象を一時的に黙らせる。
第5巻でハーマイオニーがアントニン・ドロホフに対して使用し、呪文の威力を軽減させる。
スコージファイ（Scourgify / 清めよ）
対象を清める。「清める」といってもその効果はさまざまで、廃棄物に使用すると対象は消失し、人に使用すると対象の口の中から無数の泡が発生する。これはジェームズ・ポッターがスネイプに使う。
ステューピファイ（Stupefy / 麻痺せよ）
「失神呪文」「麻痺呪文」。対象を失神させることができる。
失神させられると、一定時間経つか「エネルベート（活きよ）」を使用されるまで失神状態が解けず、戦闘では一時的に戦闘不能状態に追い込まれる。また呪文が複数から個人に放たれた場合には生命に影響を及ぼし、第5巻では魔法省の役人4人から同時にこの呪文を撃たれたマクゴナガル先生が、一時生死の境をさまようことになる。原作小説では、赤い閃光として表現される。
映画『不死鳥の騎士団』では失神に加え、「相手を吹き飛ばす」という効果もある。
ソノーラス（Sonorus / 響け）
自分の声をスピーカーを用いたように響かせる。反対呪文は「クワイエタス（静まれ）」。第4巻でルード・バグマンが使用。
スペシアリス・レベリオ（Specialis Revelio / 化けの皮 剥がれよ）
第6巻でハーマイオニーが、ハリーの「上級魔法薬」の教科書（元はスネイプの教科書）に使用。しかし何も起こらず、効果は描かれていない。

### た行
タラントアレグラ（Tarantallegra / 踊れ）
対象にクイック・ステップを踏ませる。第5巻の神秘部の戦いで、ドロホフがネビル・ロングボトムに対して使用する。
ディセンド（Descendo / 落ちろ）
対象を落下させる。第7巻でロンが天井に向かって唱え、跳ね上げ式の梯子を下ろす。また、ビンセント・クラッブは物を積み上げた壁に向けてこの呪文を使い、壁を崩落させる。
ディフィンド（Diffindo / 裂けよ）
対象を引き裂く。人体に行使した場合は対象の身体に切り傷を生じさせる。また、第7巻ではハリーが池の氷を割るのに使用する。
デイフォディオ（Defodio / 掘れ）
第7巻でハーマイオニーが使用。穴掘り呪文。グリンゴッツ魔法銀行から脱出を図るドラゴンを助ける。
デパルソ（Depulso / 退け）
対象を遠くへ吹き飛ばす。『呪いの子』でスネイプがアンブリッジに対して使用する。もとはゲームオリジナルの呪文。
デプリモ（Deprimo / 沈め）
第7巻でハーマイオニーが使用。ラブグッド家の2階の床にかけ、家を崩壊させる。
デューロ（Duro / 固まれ）
呪文が当たったものを固まらせる。第7巻でハーマイオニーが使用。タペストリーを石に変える。
デリトリウス（Deletrius / 消えよ）
第4巻でエイモス・ディゴリーが使用。「プライオア・インカンタート（直前呪文）」によって出現した「闇の印」を消去する。
テルジオ（Tergeo / 拭え）
対象の汚れなどを拭う。
デンソージオ（Densaugeo / 歯呪い）
第4巻でドラコが使用。ドラコはハリーにかけようとするが、ハリーの「ファーナンキュラス（鼻呪い）」の光線とぶつかってハーマイオニーにかかり、ハーマイオニーの歯がリスの前歯のように伸びる。

### な行
ノックス（Nox / 闇よ・消えよ）
「ルーモス（光よ）」の反対呪文であり、杖先に灯った明かりを消すことができる。ラテン語で「闇」という意味がある。

### は行
パック（Pack / 詰めよ）
トランクの中などに物を詰め込む。熟練者の場合、かけるだけでひとりでに衣服が畳まれ、そのまま収納できる。
ピエルトータム・ロコモーター（piertotum locomotor / すべての石よ、動け）
石像を動かすための呪文。なかなか使うことがない呪文でもある。
第7巻でミネルバ・マクゴナガルが使用。ホグワーツ城内の石像が、生きているかのように動き出す。
映画『死の秘宝 PART2』では「すべての兵よ、動け」と訳されている。マクゴナガルはこの呪文を使用したあと、モリー・ウィーズリーに「この呪文、一度使ってみたかったんですよ」と嬉しそうに話す。
ファーナンキュラス（Furnuculus / 鼻呪い）
第4巻でハリーが使用。ハリーはドラコにかけようとするが、ドラコの「デンソージオ（歯呪い）」の光線とぶつかって、グレゴリー・ゴイルにかかり、鼻に醜いできものができる。
フィニート・インカンターテム（Finite Incantatem / 呪文よ終われ）
呪文そのものを終わらせる。短縮形の「フィニート（Finite / 終われ）」だけでも同一の効果が得られる。
フェルーラ（Ferula / 巻け）
対象に包帯を巻く。
プライオア・インカンタート（Prior Incantato / 直前呪文）
杖が最近使った呪文の効果を再現させる。第4巻でエイモス・ディゴリーが使用。
ブラキアビンド（Brachiabind / 腕縛り）
相手を縛り上げる。『呪いの子』でハリーやハーマイオニーが使用。
フラグレート（Flagrate / 焼印）
第5巻でハーマイオニーが使用。神秘部の扉に×印の焼印をつける。
フリペンド（Flipendo / 撃て・回転せよ）
物や敵などを撃つことができる。『呪いの子』でドラコがハリーに対して使用する。
もとはゲームオリジナルの呪文。アプリ版ではどちらも衝撃呪文の扱いになっており、相手を吹き飛ばせる。『ホグワーツ・レガシー』では対象を上下仰向けにひっくり返す効果になっている。
フルガーリ（Frugari / 閃光）
『呪いの子』で、デルフィーニ・ディゴリーがアルバス・セブルス・ポッターとスコーピウス・マルフォイに対して使用。この呪文をかけられたふたりは、邪悪に光る紐で両腕を縛られる。
プロテゴ（Protego / 護れ）
「盾の呪文」。許されざる呪文などの一部の呪文を除くほとんどの呪文、さらには矢などの物理攻撃までも防ぐことができる。護身用としてなど幅広く使用できるため、第7巻では魔法省がこの呪文を習得するように指令を発布するが、習得するのは困難であるらしく、フレッド・ウィーズリーとジョージ・ウィーズリーが開発した「盾の帽子」には注文が殺到する。
プロテゴ・トタラム（Protego Totalum / 万全の守り）
防衛呪文のひとつ。第7巻でハリーたちがキャンプを張る際の防御に使用する。
プロテゴ・ホリビリス（Protego Horribilis / 恐ろしきものから守れ）
防衛呪文のひとつ。魔法を用いた攻撃に対してバリアを発生させ、魔法から身を護る。第7巻で、フリットウィックが城の防衛のために使う。
ペトリフィカス・トタルス（Petrificus Totalus / 石になれ）
「全身金縛り術」。この呪文が命中した人間は全身が動かせなくなる。声帯や舌も動かせなくなるため話すこともできないが、意識や思考は保たれる。物にかけることもでき、防犯ブザーにこの呪文を行使するとブザー自体が機能しなくなる。
映画版では青い閃光として表現されている。
ポイント・ミー（Point me / 方角示せ）
「四方位呪文」。杖が北を指す。
ホメナム レベリオ（Homenum Revelio / 人現れよ）
隠れている人間の存在を知ることができる。
第7巻でラブグッド家を訪れたトラバースが、ハリーの存在を調べるために使用する。このとき、ハリーは「何かが自分の上にスーッと低く飛んできて、その影の中にハリーの体を取り込むような奇妙な感じがした」という。
ポータス (Portus)
「移動キー」を作ることが可能。

### ま行
ミンブルウィンブル（Mimblewimble/舌もつれ）
相手の舌を絡まらせる。第七巻でハリーたちがグリモールド・プレイス12番地に入る際に登場するが、呪文の描写はない。
メテオロジンクス・レカント（Meteolojinx Recanto / 気象呪い崩し）
魔法省の窓から見える天気を変えるのに有効といわれる呪文。第7巻でコーバン・ヤックスリーから部屋の雨降りを直すように言いつけられたレジナルド・カターモールに変身したロンに、アーサー・ウィーズリーがこの呪文の使用を提案する。
アプリ『ハリー・ポッター:魔法同盟』では天候魔法のように変化した混乱呪文を相殺し消し去る魔法になっている。
メロフォース（Melofors/カボチャ頭）
相手の頭にかぼちゃをかぶせる。周りの人から見ると頭がかぼちゃになったように見える。映画版及び原作での使用はなし。
モースモードル（Morsmordre / 闇の印を）
ヴォルデモートと死喰い人が「闇の印」を上空に打ち上げるときに使用する。第４巻では、バーテミウス・クラウチ・ジュニアがクィディッチワールドカップの時に闇の印を打ち上げた。
モビリアーブス（Mobiliarbus / 木よ動け）
木を動かす。第3巻でハーマイオニーが鉢植えを移動させる。
モビリコーパス（Mobilicorpus / 体よ動け）
第3巻でリーマス・ルーピンが使用。気絶して動かなくなったスネイプをそのままの状態で浮遊させ、運べるようにする。
モリアーレ（Molliare / 緩めよ）
クッション呪文。『呪いの子』でアルバスらがホグワーツ特急から飛び降りる際に使う。無重力状態で地面に着地できる。また、飛行用箒（ほうき）には座り心地をよくするためにこの呪文がかけられており、見えない座布団効果がある。

### ら行
ラカーナム・インフラマレイ（Lacarnum Inflamarae / 服よ燃えろ）
身にまとっているものを燃焼させる。第1巻でハーマイオニーがスネイプのマントに対して使用。
リクタスセンプラ（Rictusempra / 笑い続けよ）
「くすぐりの術」。銀色の閃光として放たれ、命中した対象者をくすぐり、笑わせる。第2巻でハリーが使用。
映画版では呪文の効果が変更され、ドラコを回転させながら吹き飛ばす。意味も「宙を舞え」となっている。
リディクラス（Riddikulus / ばかばかしい）
まね妖怪（ボガート）を退治する呪文。心の中に滑稽なものを想像しつつ使用する。この呪文により、人を怖がらせるはずのまね妖怪をばかばかしい姿に変える。
映画版では「バカ笑い」と訳されている。
リナベイト（Renervate / 蘇生せよ）
失神した生物を蘇生させる。すでに死んでいるものに対しては効かない。文庫版『炎のゴブレット』では上記の「エネルベート」がこの呪文に変更されている。
ルーマス・ソレム（Lumus Solem /太陽の光よ）
太陽光を出す呪文。1巻でハーマイオニー・グレンジャーが悪魔の罠を退治するために使用。
ルーモス（Lumos / 光よ）
杖の先に灯りを点ける呪文。反対呪文は「ノックス（闇よ / 消えよ）」。
ルーモス・マキシマ（Lumos Maxima / 強き光を）
ルーモスの強化版で、杖先に強い光を灯す。映画版でハリーが使用する。
レジリメンス（Legilimens / 開心）
「開心術」。相手の心をこじ開け、記憶や思考を読み取る。閉心術を使うことで防げる。
レダクト（Reducto / 粉々）
「粉々呪文」。対象物を粉々に破壊する。
レデュシオ（Reducio / 縮め）
対象を縮ませる。反対呪文は「エンゴージオ（肥大せよ）」。
レパロ（Reparo / 直れ）
壊れた物を直す呪文。なお、なかに液体が入っていた場合、液体は戻らない。
レペロ・マグルタム（Repello Muggletum / マグルを避けよ）
「マグル避け呪文」。マグルがこの呪文をかけた物に近づくと、急用を思い出し、対象物から遠ざかるようになる。
レラシオ（Relashio / 放せ）
「追い払い呪文」。火花を飛ばして相手を追い払う効果があるが、第4巻でハリーが水中で使用したときは火花の代わりに熱湯が噴射される。また第7巻ではハーマイオニーがドラゴンの足枷に対して使用し、これを爆発させてドラゴンを解放する。
ロコモーター・○○ (Locomotor)
移動のための呪文 (Locomotion Charm) 。物を浮かせ、杖を向けた方向に運ぶ呪文。○○には運びたい物の名前が入る（作中ではトランク）。
ロコモーター・モルティス (Locomotor Mortis)
足縛りの呪い (Leg-Locker Curse) 。第1巻でスネイプがクィディッチの審判をするとき、ハリーを守るため、ハーマイオニーとロンがスネイプにかけようと練習する。ラテン語のmortisは、英語で死後硬直を意味する "rigor mortis" の語源である。小説版『賢者の石』ではマルフォイがネビルに対して使用
映画『賢者の石』の未公開シーンでは、ネビルがこの呪文をかけられる。

### わ行
ワディワジ（Waddiwasi / 逆詰め）
逆詰め呪文。何かに詰められた物を、詰めた者に詰め返す。第3巻でルーピンがピーブズに対して一度使用するだけで、鍵穴にガムを詰めていたピーブズの鼻の穴に、鍵穴から飛び出したガムが詰まるという呪文の鮮やかさからルーピンは生徒に賞賛される。使用する機会は少ないが、必要時にはとても役に立つとされる。

## 許されざる呪文
「服従の呪文」「磔の呪文」「死の呪文」の3つの呪文を総称して「許されざる呪文」と呼ぶ。これらの呪文は1717年に人間に対して使用することが禁じられており、仮に人間に対して使用した場合、アズカバンで終身刑を受けるに値する。
インペリオ（Imperio / 服従せよ）
「服従の呪文」。対象人物を自分の意のままに操ることができる。ヴォルデモート一派はこの呪文を使って大勢の魔法使いや魔女を操ったが、操られているか否かを見分けるのは難しく、そのため死喰い人のなかには「服従の呪文で操られていた」として魔法省を欺き、罪科から逃れた者もいる（ルシウス・マルフォイなど）。
この呪文を受けると、頭のなかに漠然とした幸福感のみが残り「最高にすばらしい気分」となる。この状態から命令に抗うのは困難であるが、心が強ければ命令に抵抗することができる。第4巻ではハリーやバーテミウス・クラウチ・シニアらが、服従の呪文に抵抗して打ち破る。
クルーシオ（Crucio / 苦しめ）
「磔の呪文」。対象人物に、死の方がましだと思わせるほどの苦痛を与える。ベラトリックス・レストレンジによれば、呪文の効果を長く持続させるためには「苦しめようと本気で思い、且つ苦痛を与えることを楽しむ」必要がある。
ネビル・ロングボトムの両親はベラトリックスにこの呪文をかけられ廃人となった。また、ハリーもベラトリックスに対して使用するが、シリウスを殺された憎しみの感情を込めて発動したため、ひっくり返らせるだけに終わる。
アバダ・ケダブラ（Avada Kedavra / 息絶えよ）
「死の呪文」。一瞬で相手の命を奪う呪文で、緑色の閃光が特徴。
反対呪文が存在しない絶対の呪文であり、盾の呪文も通用せず防御不可能という特徴がある。この呪文を防ぐ方法は避けるか、命を犠牲にして愛する者を守る「犠牲の印」のみである。また、兄弟杖（杖の芯材に同じ個体のものが使われている杖）を持つ魔法使いに対してはきわめてまれな事象ではあるが、直前呪文の作用が発生して死の呪いが実質的に無効化される場合がある。呪文の行使には強大な魔力が必要となり、未熟な術者が使ってもいっさい効果がない。彫像やデスクなどに命中した場合にも、破壊や炎上といったかたちで損傷を与える。また、杖の所有者にその杖で呪文を唱えたとしても呪文を防ぐことができる。第7巻でヴォルデモートがハリーにニワトコの杖で呪文をかけるが、杖の所有者がハリーだったために通じず、ヴォルデモートの敗因となる。
映画版では防御不能の特性が失われており、ハリーの武装解除呪文と押し合いになった。翻訳は「息絶えよ」。

## その他の魔法

### 魔法にまつわる用語
移動キー / ポートキー(Portkey)
瞬間移動ができる魔法。移動キーに触れることで移動できる。「ポータス」(Portus) という呪文によって移動キーを作成。定められた時間に、定められた場所に到着できるようにすることが一般的。キー（鍵）になる物体は、なんでもよい。姿現わし / 姿くらましよりも安全性が高く、複数人が同時に移動でき、かつ未成年者でも合法的に利用可能。
姿あらわし (Apparition) / 姿くらまし (Disapparition)
特定の場所から姿を消し、その後別の場所に出現する魔法。姿を消すことを「姿くらまし」、別の場所に出現することを「姿あらわし」という。姿をくらます瞬間と、現す瞬間に「ポン」「バシッ」という大きな音がする。
この魔法を使うためには、「どこへ」「どうしても」「どういう意図で」という3Dを強く意識する必要がある。
難易度の高い術で、失敗した場合、身体が「ばらけ」ることもある。そのため、魔法省には「姿あらわし」を指導する教官が存在しており、試験を合格した魔法使い以外はこの術を使ってはならないと定められている。なお、試験を受験できるのは17歳以上であり、そのため未成年者は術を行使できないが、術を行使できる魔法使いに掴まることで「付き添い姿現わし / 付き添い姿くらまし」をすることは可能。距離が長くなればなるほど難易度が上がり、高度な術を持つ魔法使いでなければこの術で大陸横断を試みるのは賢明とは言えない。
この術を無効化する呪文も存在し、ホグワーツ城の敷地内では「姿あらわし」も「姿くらまし」も使えないようになっている。
屋敷しもべ妖精もこの術を使うことができる。ただし、屋敷しもべ妖精の魔法は魔法使いの魔法とは異なるため、ホグワーツ城内および魔法使いができないようにされている場所でも「姿あらわし/姿くらまし」ができる。
姿くらまし防止呪文
第5巻に登場。神秘部の戦いでアルバス・ダンブルドアが死喰い人を拘束し、逃走を阻止する。
憂いの篩（うれいのふるい） / ペンシーブ (Pensieve)
第4巻で初登場。浅い石製の盆で、外縁にはルーン文字などが彫られている。なかは光を放つ、気体のようでもあり、液体のようでもある銀白色の物質で満たされている。こめかみに杖をあてると、その人物の「記憶」を糸状にして放出できる。「記憶」は瓶に保存でき、憂いの篩の中に入れることで、「記憶」を見ることができる。
盆に顔を近づけて覗き込むと、「記憶」の中に入り込んだように追体験できる。顔を近づけなくても、杖で憂いの篩をつつくと、「記憶」の中の人物が浮かび上がってくる。
逆転時計（タイムターナー）
第3巻でハーマイオニーがすべての講義を受けようと、マクゴナガルが魔法省から借りた、時間を戻せる時計。

破れぬ誓い (Unbreakable Vow)
第6巻に登場。ふたりが跪くように向かい合って座り、手を握りあう。それから「結び手」と呼ばれる保証人が、握りあった手の上に杖の先を置く。ふたりが口頭で約束を交わし、互いが合意するごとに、杖先から細い舌のような眩しい炎が飛び出し、灼熱した赤い紐のようにふたりに巻きつく。この巻きつきが完了すると誓いが成立する。この誓いを破った者は死ぬと言われている。
作中では、スネイプとナルシッサ・マルフォイの間でドラコを守るべく「破れぬ誓い」が結ばれる。このほかには、フレッド・ウィーズリーが幼少期に面白半分でロンと誓いを結ぼうとしたことがあるが、父アーサー・ウィーズリーに止められ、このときのみ本気で怒られたことがある。
『黒い魔法使いの誕生』では、ユスフ・カーマが父親のムスタファ・カーマが死亡する間際に、ムスタファの妻ロレナを奪ったコーヴァス・レストレンジ・シニアの愛する者を必ず殺すようにという誓いの下に、ユスフ・カーマに刻み込まれた。
忠誠の術 (Fidelius Charm)
生きた人間に秘密を封じ「秘密の守人」とする。秘密を持つ当人か、守人が漏らさない限り、封じた秘密が外部に漏れることはない。つまり、守人から秘密を教えられていない人間は、「秘密」の間近にいてもその存在に気付くことはない。
秘密を知るには守人から直接教えてもらう必要があり、守人でなければ秘密を知っていても他の人間に秘密を明かすことはできない。
なお、邸宅の所在地を「秘密」にする場合、その家の住人自身が守人になることも可能。また内部の人間は、外部との境界内では姿くらましをすることはできない。
守人が死亡した場合でも忠誠の術は解けないが、秘密を明かされた人が全員「秘密の守人」になり、秘密が漏洩する危険性が増す。
作中では、ピーター・ペティグリューがジェームズ・ポッター一家の所在地の「秘密の守人」になったが、裏切ってヴォルデモートに伝えたため、ジェームズとその妻リリーが死亡した。また、アーサー・ウィーズリーがミュリエル・プルウェット邸の所在地の、ビル・ウィーズリーが自宅「貝殻の家」の所在地の、それぞれ「秘密の守人」となる。
17歳未満の者の周囲での魔法行為を嗅ぎ出す呪文 (The charm that detects magical activity around under-seventeens)
魔法省が未成年の魔法を発見する方法。通称「臭い」とも呼ばれる。17歳未満の未成年魔法使いにかけられており、魔法を使うとそのことが魔法省に探知される仕組み。
魔法の行使自体を探知するのみであり、明確な実行者まで割り出すことはできない。魔法が行使された地点の近辺にいた未成年魔法使いをその実行者として特定するもようである。
呪文を使う必要がない方法による移動（箒、天馬、シリウス所有のバイク、アーサー所有のフォード・アングリア）には反応しない。
七変化 (Metamorphmagus)
第5巻で初登場。生まれつきの能力で、みずからの外見を自由自在に変えることができる。作中ではニンファドーラ・トンクスが唯一この能力を有する。また、能力を持たずに生まれた者が習得するのは非常に困難であり、ほぼ不可能とされている。

### 呪文が不明な魔法
目くらまし術 (Disillusionment Charm)
対象を周囲の質感・色彩に同化させる魔法。保護色と同様の効果が得られる呪文であり、ハリーは初めてこの魔法をかけられた際に「人間カメレオンになったようだ」と述べる。
この術を行使された者は、身体に冷たいものが流れるような感覚を覚える。一方で術を解除されたときは、身体に熱いものが流れるような感覚を覚える。
天馬やヒッポグリフなど、一部の魔法生物は飼う際にこの魔法をかける義務がある。
悪霊の火 (Fiendfyre)
呪われた火。キメラやドラゴンなどに形状を変え、意思を持っているかのように襲いかかる。
分霊箱を破壊することができるほど強力な炎だが、その分制御は難しく、第7巻でこの魔法を行使したビンセント・クラッブ（映画版ではグレゴリー・ゴイル）はこの魔法を制御できずに部屋を火事にし、杖を捨てて逃げようとするが手を滑らせて火の海に落ち焼死する。
なお、映画版では原作小説に先駆けて『不死鳥の騎士団』で登場する。魔法省神秘部において、ヴォルデモートがダンブルドアに対して使用するが、このとき炎はバジリスクに形状を変える。
ウェブサイト『harry potter wiki』では「ペスティス・インセンディウム」と呪文が明かされている。
闇の魔術に対する防衛術教授の座に対する呪い
闇の魔術に対する防衛術教授に就任した者は、1年を超えて在籍することは出来ないという呪い。ダンブルドアはこれをヴォルデモートがかけた呪いだと判断しており、ヴォルデモートの死とともにこの呪いは解消したとされる。
検知不可能拡大呪文
第2巻で初登場。アーサーの車フォード・アングリアにかけられており、ウィーズリー家10人とハリーを乗せる。第3巻や第6巻では魔法省の車、第5巻ではマンダンガスの車、第7巻では分霊箱探しに所持していたハーマイオニーのビーズバックにかけられる。『ファンタスティック・ビースト』シリーズでは、ニュート・スキャマンダーのトランクに無数にかけられている。
元気の出る呪文 (Cheering Charm)
第3巻に登場。笑いながら大満足の気分に浸れる呪文。やり過ぎると笑いが止まらなくなる。
炎凍結術 (Flame-Freezing Charm)
第3巻に登場。中世の魔女たちが火刑に対抗した術。この呪文を施すと火あぶりにされても平気になり、炎に柔らかくくすぐられるような感触がする。
消火呪文 (extinguishing spell)
第4巻に登場。炎を消す呪文。第一の課題のためにドラゴンを連れてきたチャーリー・ウィーズリーやその仲間たちは、いつでもこの呪文をかけられるように準備していた。
ゴシゴシ呪文 (Scouring Charm)
第4巻に登場。ハーマイオニーが爪の間に入り込んだカエルのはらわたを取り除くために、ネビルに教える呪文。
取り替え呪文 (Switching Spell)
第4巻に登場。ネビルはうっかり自分の耳を、サボテンに移植する。また、第一の課題の準備のときに、この呪文でドラゴンの牙をマシュマロに取り替えれば少しは危険ではなくなるとハーマイオニーが言う。
結膜炎の呪い (Conjunctivitis curse)
第4巻と第5巻に登場。第一の課題でビクトール・クラムが使う呪文。ドラゴンの一番の弱点は目であり、この呪文をかけられると苦しがって暴れる。第5巻では巨人に掴まれたハグリッドを助けるためにボーバトン校の校長、オリンペ・マクシームが使用する。
旱魃の呪文 (Drought Charm)
第4巻に登場。水溜りや池を干上がらせる呪文。湖には効果がない。
泡頭呪文 (Bubble-Head Charm)
第4巻に登場。頭を空気の泡で覆う呪文。水中でも息ができるようになる。第二の課題の時にセドリック・ディゴリーとフラー・デラクールが使う。
くらげ足の呪い (Jelly-Legs Jinx)
第4巻に登場。足をくにゃくにゃにする呪い。できものの呪いと一緒に使うと呪文が混ざり、顔中にくらげの足を生やす効果がある。
割れない呪文 (Unbreakable Charm)
第4巻に登場。ハーマイオニーは、この魔法をかけた瓶にリータ・スキーターを閉じ込める。
消却呪文 (Obliteration Charm)
第5巻に登場。ハグリッドの小屋から城に帰るとき、ハーマイオニーが雪の上に足跡を残さないために使う。
カンニング防止呪文 (anti-cheating charm)
第5巻に登場。O.W.L筆記試験のペーパーに厳しくかけられる。
邪魔よけ呪文 (Imperturbable Charm)
第5巻に登場。扉などへの接触を防ぐ呪文。モリーが会議の盗聴を防ぐために扉に掛ける。この呪文がかかった扉に「クソ爆弾」を投げつけると接触できずに跳ね返り、隙間から伸び耳を侵入させることもできなくなる。
永久粘着呪文 (Permanent Sticking Charm)
第5巻に登場。シリウス・ブラックの母親が自分の肖像画の裏に仕掛けた呪文。この呪文で貼り付けられたものは、何をやっても剥がすことができない。
変幻自在術 (Protean charm)
第5巻に登場。ハーマイオニーがダンブルドア軍団メンバーに渡す偽金貨にかける呪文。ハリーの金貨の数字（次の集会の日付と時刻）を変更すると全員の金貨の数字が変わる。N.E.W.T試験レベルの高等技術。
侵入者避け (Intruder Charm)
第6巻に登場。これをかけた区域に誰かが侵入すると警戒音で知らせる呪文。スラグホーンは入浴中で聞こえなかったと言う。
凍結呪文 (Freezing Charm)
第6巻に登場。スラグホーンがマグルの家の防犯ブザーにかけた呪文。
引き伸ばし呪文 (Stretching Jinx)
第6巻に登場。ハリーの身長の伸びを見てモリーがこの呪文にかけられたようだと言う。
侵入者避け呪文 (Anti-intruder Jinx)
警備措置が強化されたホグワーツのいたるところにかけられた呪文。アロホモーラも効かず、城壁をよじ登ることもできなくなる。
スカーピンの暴露呪文 (Scarpin's Revelaspell)
第6巻に登場。魔法毒薬の成分を正確に同定できる呪文。
補充呪文 (Refilling Charm)
第6巻に登場。ハグリッドとスラグホーンがアラゴグの死を偲んで酒盛りをするとき、なくなりかけた酒を補充するためにハリーが酒瓶にかける呪文。
単独飛行魔術 (Unsupported flight)
『クィディッチ今昔』 (Quidditch Through the Ages) によれば、魔法使いが変身術や道具を用いずに飛行するような呪文は存在しない。例外はヴォルデモートであり、第7巻第4章「七人のポッター」でヴォルデモートは、箒なしに飛行する。30章「セブルス・スネイプ去る」でセブルス・スネイプも手ぶらで飛行するが、これもヴォルデモートに教えられたのではないかと作中で説明される（蝙蝠に比喩されるが、著者のローリングによればセブルス・スネイプが蝙蝠に変身することはない）。
クッション呪文 (Cushioning Charm)
第7巻に登場。グリンゴッツでトロッコから空中に投げ出されたときにハーマイオニーが使う呪文。無重力状態で地面に着地できる。また、飛行用箒には座り心地をよくするためにこの呪文がかけられており、見えない座布団効果がある。
双子の呪文 (Gemino Curse)
第7巻に登場。この呪文がかかった物に触れると分裂する。触れ続けると際限なく、分裂を繰り返す。ロンがうっかり蹴ったゴブレットは20個ほどに増える。
燃焼の呪い (Flagrante Curse)
第7巻に登場。この呪文がかかった物に触れると高熱を発し、接触した部分が焼け焦げたり火脹れになったりする。
夜鳴き呪文 (Caterwauling Charm)
第7巻に登場。この呪文に引っかかると「ギャーッ」という叫び声が辺りに響く。死喰い人がハリーたちを探すためにホグズミードにかける。
蜂刺しの呪い (Stinging Jinx)
第7巻に登場。「バーン」という音とともに白い光が放たれる。この呪文が炸裂した部分には激痛が走り、あっという間に膨れ上がっていく。ハーマイオニーにこの呪文をかけられたハリーの顔は目鼻の見分けが付かないほど膨れ上がり、酷いアレルギーでも起こしたように腫れる。

### 「忍びの地図」関連
ホグワーツ魔法魔術学校の地図・「忍びの地図」に関連する呪文。
われ、ここに誓う。われ、よからぬことをたくらむ者なり (I solemnly swear that I am up to no good.)
忍びの地図を使うときに唱える。
映画では前半が省略され、「われ、よからぬことをたくらむ者なり」と短縮されている。
いたずら完了！ (Mischief managed!)
忍びの地図を使ったあと、地図を羊皮紙に戻す呪文。
汝の秘密を現せ
スネイプが忍びの地図に対して使う呪文。ただしこの際、地図は現れない。
ディセンディウム (Dissendium)（降下）
ホグワーツ城からハニーデュークスへの抜け道を開くために必要な呪文。ホグワーツ城4階の「隻眼の魔女」の石像に向かってこの呪文を唱えると、隠されていた抜け道が出現する。
映画では「分解せよ」と訳されており、『死の秘宝 PART1』ではスリザリンのロケットを破壊しようとして使用されるが、ロケットに傷すら与えられない。

### 「半純血のプリンス」関連
セブルス・スネイプがホグワーツ在学時代に開発したとされる呪文。
セクタムセンプラ（Sectumsempra / 切り裂け）
対象人物の身体を切り裂くことができる。「切り裂く」という効果には2種類あり、呪文が命中した箇所が切り傷になる場合と、呪文が命中した身体の部位を切り離す場合がある。切り裂かれた箇所から血が噴出するため、放置してそのまま出血死に追い込むことも可能。
ルーピンによれば、この呪文は昔から「半純血のプリンス」の十八番だったらしい。
ハリーは呪文の意味を知らずにマルフォイに対して使用し、怪我をおわせる。
映画版での反対呪文は「ヴァルネラ・サネントゥール」。
マフリアート（Muffliato / 耳塞ぎ）
周囲の人に謎の雑音を聞かせ、会話が盗み聞きされないようにする。
ラングロック（Langlock / 舌縛り）
舌を口蓋に貼り付ける。 第6巻でハリーが、第7巻でムーディが使用。
レヴィコーパス（Levicorpus / 身体浮上）
対象人物の踝を見えない力で吊り上げて、強制的に空中に浮かせる。反対呪文は「リベラコーパス（Liberacorpus / 身体自由）」。
原作小説では、「上級魔法薬」への書き込みのうしろに、「（無）」とあり、無言呪文であることを示している。
ハーマイオニーは、クィディッチ・ワールドカップのときに死喰い人がマグルを空中で回転させていた呪文はこの呪文と同一のものと考える。
小説では第6巻で初めて登場するが、映画『不死鳥の騎士団』ではルーナ・ラブグッドがこの呪文を使用する。映画では「浮上せよ」と訳されている。

## 関連作品の呪文

### 映画オリジナル

#### 『ハリー・ポッター』シリーズ
アセンディオ（Ascendio / 昇れ）
『炎のゴブレット』に登場。第二の課題で、ハリーは湖から脱出するためにこの呪文を使用し、自身の身体を浮上させる。
『ファンタスティック・ビーストと黒い魔法使いの誕生』にも登場。物体の上昇に使用も可能。
アラーニア・エグズメイ（Arania Exumai / 蜘蛛よ、去れ）
『秘密の部屋』に登場。白い光が杖先から飛び出し、蜘蛛を吹き飛ばす。「リドルの日記」のなかでリドルが使用していた呪文で、アラゴグの子供たちに遭遇した際、ハリーも使用する。
アレスト・モメンタム（Aresto momentum / 動きよ、止まれ）
『アズカバンの囚人』で初登場。ダンブルドアが、吸魂鬼に襲われて箒から落下するハリーに対して使用する。のちに『死の秘宝 PART2』で、ハーマイオニーも使用する。
イモビラス（Immobulus / 動くな）
『秘密の部屋』に登場。闇の魔術に対する防衛術の授業でハーマイオニーが使用し、ピクシー妖精の動きを止める。
原作では縛り呪文を使う。
『アズカバンの囚人』で、ルーピンが暴れ柳を止める際にも使用する。
ヴァルネラ・サネントゥール（Vulnera Sanentur / 傷よ、癒えよ）
『謎のプリンス』に登場。スネイプが、セクタムセンプラの呪文で負傷したドラコに対して使用し、傷はおろか、流れ出た血や破れた服までもとどおりにする。
原作小説では「歌うような呪文」という記述があるが、呪文名は記されていない。
ヴィペラ・イヴァネスカ（Vipara Evanesca / 蛇よ、消えよ）
『秘密の部屋』に登場。ドラコが「サーペン・ソーティア」で出現させた蛇を、スネイプがこの呪文で燃やすように消滅させる。
エヴァーテ・スタティム（Everte Statum / 宙を踊れ）
『秘密の部屋』に登場。決闘クラブでドラコがハリーに対して使用し、ハリーを吹き飛ばす。
オキュラス・レパロ（Oculus Reparo / 眼鏡よ、直れ）
『賢者の石』や『秘密の部屋』に登場。いずれの作品もハーマイオニーがハリーの眼鏡が壊れているのに気づき、この呪文を唱えて眼鏡を直す。
原作では「レパロ（直れ）」を使う。
システム・アペーリオ（Cistem Aperio / 箱よ、開け）
『秘密の部屋』に登場。「リドルの日記」に登場する過去の記憶のなかで、アラゴグを隠してあった箱を開けるためにリドルが使用する。
ウィザーディング・ワールド・オブ・ハリー・ポッターではマジカルワンドによって使用可能。
ディミヌエンド（Diminuendo / 縮め）
『不死鳥の騎士団』に登場。ナイジェル・ウォルパートが死喰い人の模型人形に向かってこの呪文を使用し、人形を小さくする。
パーティス・テンポラス（Partis Temporus / 道を開けよ）
『謎のプリンス』に登場。ダンブルドアが亡者を追い払うために炎を出すが、その炎が道を塞いだため、この呪文を唱えて炎を分けてどかし、ふたたび道を作る。
ハーモニア・ネクテレ・パサス（Harmonia Nectere Passus / そのもとに還れ）
『謎のプリンス』に登場。「姿をくらますキャビネット棚」に入れた物を、対になっているキャビネットへ送る呪文。
フィアント・デューリ (Fianto Duri)
『死の秘宝 PART2』に登場。「固くなる」､「強くなる」という意味。スラグホーン、モリー、フリットウィックが、ホグワーツ城防衛のために使用する呪文。
フェラベルト（VeraVerto / 杯になれ）
『秘密の部屋』に登場。変身術の授業でマクゴナガルが使用し、鳥をゴブレットに変える。この時ロンもスキャバーズに対して唱えるが、杖が折れていたため中途半端な姿になる。
プロテゴ・マキシマ（Protego Maxima / 最大の防御）
『死の秘宝 PART2』に登場。スラグホーン、モリー、フリットウィックが、ホグワーツ城防衛のために使用する呪文。守りに触れたものを完全に消滅させる。
ペリキュラム（Periculum / 救出せよ）
『炎のゴブレット』に登場。第三の課題でハリーがフラー・デラクールを救出するためにこの呪文を使用して、杖先から赤い火花を打ち上げる。
ボンバーダ（Bombarda / 砕けよ）
「爆破の呪文」、「爆発の呪文」とも。小爆発を引きおこし、対象を粉砕する。『アズカバンの囚人』に登場。シリウスを閉じ込めている牢を破壊するためにハーマイオニーが使用する呪文。
ボンバーダ・マキシマ（Bombarda Maxima / 完全粉砕せよ）
『不死鳥の騎士団』に登場。ドローレス・アンブリッジが「必要の部屋」に侵入するために使用する。
ラカーナム・インフラマーレイ(Lacarnum Inflamarae)
『賢者の石』に登場。ハーマイオニーがクィディッチの試合の際、スネイプの気を逸らすため、この呪文を唱えてローブの裾を炎上させる。
アプリ『ハリー・ポッター:呪文と魔法のパズル』では、インフラマーレイ（炎よ）となっている。
原作小説では「杖から明るいブルーの炎が飛び出し」という記述があるが、呪文名は記されていない。また原作では、悪魔の罠を退治する際にもこの呪文を使う。
リクタスセンプラ（Rictusempra / 宙を舞え）
『秘密の部屋』に登場。決闘クラブでハリーが使用し、ドラコを回転させながら吹き飛ばす。原作にも登場するが意味が異なっており、「笑い続けよ」となっている。
ルーマス・ソレム (Lumus Solarum)
『賢者の石』に登場。ハーマイオニーは、この呪文を唱えて日光を出現させ、悪魔の罠を退治する。
レペロ・イニミカム（Repello Inimicum / 敵をよけよ）
『死の秘宝 PART2』に登場。スラグホーン、モリー、フリットウィックが、ホグワーツ城防衛のために使用する呪文。

#### 『ファンタスティック・ビースト』シリーズ
アヴェンジギウム（Avensegium / 追跡せよ）
『ファンタスティック・ビーストと黒い魔法使いの誕生』に登場。物がもとあったところを追跡する。
アパレ・ヴェスティジウム（Appare vestigiumu / 足跡、現われよ）
『黒い魔法使いの誕生』に登場。ニュートがパリでポーペンティナ・ゴールドスタイン（ティナ）を探すためにこの呪文を使用。周りに金色の渦が出現し、最近のティナの足跡が魔法で表される。
アベルト（Aberto / 解錠せよ）
『ファンタスティック・ビーストと魔法使いの旅』に登場。クイニーがグレイブスの部屋の鍵を開けようと、アロホモーラと一緒にこの呪文を使用するが、どちらも効かない。
ヴェンタス（Ventus / 風よ）
『黒い魔法使いの誕生』に登場。ニュートがイギリス魔法省の追手から逃げる時に使用する呪文。対象に向かって、対象の人間が押し戻されるほどの強風を吹かせることができる。その周辺にいる人間、および物には効果がない。
オスコーシ（Oscausi / 口よ消えよ）
『黒い魔法使いの誕生』に登場。リタやニュートがホグワーツ生だったころの回想シーンで、当時13歳のリタ・レストレンジが使用。ホグワーツの廊下でリタの悪口を言っていたグリフィンドールの女子生徒に対して使用したところ、女子生徒の口がなくなり、喋れなくなる。
サーカムロータ（circumrota / 回れ）
『黒い魔法使いの誕生』に登場。フランス魔法省の記録の塔に対してリタ・レストレンジが使用。対象の記録の塔の裏に張り付いていたニュートとティナは、この呪文によってリタに発見される。
サージト（Surgito / 目覚めよ/覚醒せよ）
『黒い魔法使いの誕生』に登場。ニュートがクイニーに魅惑の呪文をかけられたジェイコブに対して使用。その結果、魅惑の呪文の効果が消える。
ネビュラス（Nebulus / 霧よ）
『黒い魔法使いの誕生』に登場。ロンドンでニュートとダンブルドアが話をする際、周りからその姿が見られないようにこの呪文で周りを霧で覆う。
パピルス・レパロ（Papyrus Reparo / 紙よ直れ）
『黒い魔法使いの誕生』に登場。ティナがクイニーに宛てたパリからのポストカードが破れていたため、それを直すためにニュートがこの呪文を使用する。
フェネストラ（Fenestra / 割れよ）
ガラスなどを割るときに使用する。『魔法使いの旅』でニュートがニフラーを捕まえるときに店のガラスを、この呪文で割る。アプリ『ハリー・ポッター:呪文と魔法のパズル』ではフィネストラ（ガラス粉砕）になっている。
プロテゴ・ディアボリカ（Protego Diabolica / 悪魔の護り）
『黒い魔法使いの誕生』に登場。グリンデルバルドが自分の支持者を集めた集会で使用。グリンデルバルド自身の周りに青い炎の柵ができる（脚本では黒い炎）。この呪文を使った者に忠実な者は炎を越えて術者に合流でき、炎の内側で守られる。しかし、忠実ではない者は炎に触れた瞬間に跡形も無く焼き尽くされる。
グリンデルバルドはその炎の範囲を広げ、集会会場にいた闇祓いや自分に従わない者たちを焼き殺し、パリの街ごと燃やし尽くそうとする。最終的には集会会場から脱出することに成功したニュート、テセウス、ティナ、ユスフ・カーマ、ニコラス・フラメルが一斉に炎に対して「フィニート」と唱え、被害を墓地内に食い止める。
レベリオ（Revelio / 化けの皮剥がれよ）
『魔法使いの旅』に登場。「スペシアリス・レベリオ」と同じ。ニュートがパーシバル・グレイブスの正体を暴く際に使用する。
レベルテ（Reverte / 元に戻れ）
『黒い魔法使いの誕生』に登場。リタがフランス魔法省の記録室で反転した記録の塔をもとに戻す。

### アプリオリジナル
エバブリオ (Ebublio)
アプリ『ハリー・ポッター:魔法同盟』で唱えられる呪文。泡を作る魔法で、相手を泡の中に閉じ込めて浮遊させどこかに飛ばしたり、細かい泡を作り出して滑らせひっくり返したりする。
コロバリア
アプリ『Harry Potter』で友人のハッフルパフ生、ペニーが使う呪文。変色呪文で、色を変えられる。『ハリー・ポッター:呪文と魔法のパズル』では「コロバーリア（変色）」となっている。
システム・アペーリオ（箱よ、開け）
アプリ『ハリー・ポッター:呪文と魔法のパズル』に出てくる呪文。閉じた箱を開く。
スポンジファイ
アプリ『Harry Potter』内で学べる呪文。柔軟化呪文で、魔法をかけたものをゴムのような柔らかさにする。同アプリ内の呪文勉強時、床にこの呪文をかけてトランポリンにしようとした生徒がおり、マダム・ポンフリーは二度と天井の生徒を剥がすのはごめんだと話していたという話をマクゴナガルから聞ける。
ハービヴィカス
アプリ『ハリー・ポッター:呪文と魔法のパズル』に出てくる呪文。成長促進呪文。
ヒストリフォース
アプリ『Harry Potter』で授業でマクゴナガルから学ぶ呪文。ヤマアラシをピンクッションに変える。
ラピフォース
アプリ『Harry Potter』でマクゴナガルからの問題に出てくる呪文。物体をうさぎに変えることができる。
レパリファージ　
アプリ『Harry Potter』に出てくる呪文。変身呪文で変身したものをもとに戻す。 　　　　　　　　　　　　　　　　　　　　　　　　　　　　　　　　　　　　　　　　　　　　　　　　　　　　　　　　　

### ゲームオリジナル
アヴィフォース (Avifors)
PlayStation (PS) 『賢者の石』、PlayStation 2 (PS2) およびニンテンドー ゲームキューブ (GC) 『秘密の部屋』、GC『炎のゴブレット』に登場。PS『賢者の石』、PS2およびGC『秘密の部屋』では物を一時的に鳥に変える。GC『炎のゴブレット』では敵を鳥に変えて消し去る。
ヴェーディミリアス
PS『賢者の石』『秘密の部屋』に登場。足場を出現させたり、隠し通路を通れるようになる。一定時間が経過すると呪文の効果が消える。
カーペ・レトラクタム
PS2およびGC『アズカバンの囚人』、GC『炎のゴブレット』に登場。物や敵などを引っ張ることができる。PS2およびGC『アズカバンの囚人』ではハリーしか使用できないが、GC『炎のゴブレット』ではハリー、ロン、ハーマイオニーの3人とも使用できるようになっている。
グレイシアス（氷河となれ）
PS2およびGC『アズカバンの囚人』、『ホグワーツ・レガシー』に登場。『アズカバンの囚人』では水を凍らせることができるがハーマイオニーしか使用できない。
スポンジファイ（Spongify / 衰えよ）
PS2およびGC『賢者の石』、PC『秘密の部屋』に登場。PC版では特定の床に使用すると、その床に跳び乗ることで、普段より高く跳ぶことができる。　　　　　　　　　　　　　　　　　　　　　　　　　　　　　　　　　　　　　　　　　　　　　　　　　　　　　　　　　　　　　　　　　　　　　　　　　　　　　　　　　　　　　　　　　　　　　

## 失敗例
お陽さま、雛菊、溶ろけたバター。デブで間抜けなねずみを黄色に変えよ
フレッドがロンに教える呪文。第1巻でロンがこの呪文でスキャバーズを黄色くして見せようとするが失敗に終わり、ハーマイオニーに馬鹿にされる。
ペスキピクシペステルノミ（ピクシー虫よ去れ）
第2巻でギルデロイ・ロックハートが使用。「闇の魔術に対する防衛術」の時間、部屋を飛び回るピクシーに対して使用するが何の効果も表れず、直後ロックハートはピクシーに杖を奪われる。
兎の目、ハープの音色、この水をラム酒に変えよ
映画『賢者の石』で、シェーマスが水をラム酒に変えようと使う呪文。最初は紅茶に変わったというが、2回目は爆発して失敗に終わる。
ブラキアム・エンメンドー（骨よ、治れ）
映画『秘密の部屋』に登場。クィディッチの試合で骨折したハリーの右腕を治そうとしてロックハートが使うが、骨がなくなる。
ヴォラーテ・アセンデリ（蛇よ、去れ)
映画『秘密の部屋』に登場。ロックハートが、マルフォイが出現させた蛇に対し唱えるが、ゴムが弾けるような音とともに蛇は宙を高く舞い、地面に叩きつけられ、さらに激昂する結果に終わる。